# Lexus LS
Lexus LS (Toyota Celsior i Japan) (står för Luxury Sedan) är en premiumbil i sedanmodell, som tillverkas av den japanska biltillverkaren Toyotas lyxbilsdivision Lexus. 
Lexus LS, med beteckningen LS 400, var den första bil som utvecklades när Toyota år 1983 inledde arbetet med skapa en lyxbil, som kunde mäta sig med främst europeiska premiummärken som Mercedes, BMW och Audi.
Modellen lanserades vid bilmässan i Detroit i januari 1989 och började säljas senare samma år. Därefter har modellen utvecklats kontinuerligt. 
Den femte generationen, LS 500h, premiärvisades på bilmässan i Genève i början av mars 2017. Modellen tillverkas på den japanska ön Kyushu. Fabriken har rankats som världens bästa.

## Historisk översikt

### Första generationen (XF10; 1989–1994)
Idén till Lexus uppkom i augusti 1983 då Toyotas dåvarande Eiji Toyoda tog initiativ till att skapa en ny lyxbil, som skulle kunna konkurrera med de bästa biltillverkarna i världen. Samma år påbörjades det hemliga projektet ”F1” (Flagship One) som efter en fem år lång designprocess med utvecklingskostnader på 20–25 miljarder kronor, resulterade i Lexus första modell – Lexus LS.
Den första generationen, LS 400, presenterades i januari 1989. Försäljningen i USA började i september 1989. Därefter började bilen säljas i Australien, Kanada och Storbritannien. Modellen var utrustad med en 4,0 liters V8-motor. Den första modellen kunde accelerera från 0 till 100 km/h på 8,5 sekunder med en topphastigheter på 250 km/h. Vid introduktionen 1989 blev Lexus LS400 årets bil i Japan .
1992 debuterade Lexus LS400 i Sverige. Samma år fick modellen ett ansiktslyft som bland annat innebar stilistiska yttre förändringar samt förbättrade skivbromsar, krockkuddar och antispinnsystem .

### Andra generationen (XF20; 1994–2000)
Den andra generationen Lexus LS 400 (UCF20) debuterade 1994 och var utrustad med en uppdaterad 4,0 liters V8-motor (260 hk). Modellen hade fått en ökad ljudisolering, en förstärkt karosstruktur och uppdaterad upphängning. Den omdesignade modellen var 95 kg lättare än sin föregångare och uppnådde en något bättre bränsleekonomi. Den accelererade från 0 till 100 km/h på 7,5 sekunder. 
1997 fick LS 400 ett ansiktslyft som bland annat innebar en femstegrad växellåda och ökad motoreffekt.

### Tredje generationen (XF30; 2000–2006)
Den tredje generationen LS 430 introducerades på marknaden 2000 med nytt utseende, interiör och teknologi.  Inspiration till interiören hämtades från lyxiga hotellrum och sätena skulle påminna om British Airways och Japan Airlines säten i första klass. Modellen var mer aerodynamisk än tidigare modeller eftersom motorn var placerade längre bak, vilket förbättrade stabiliteten. Andra förändringar var förbättrat ljudsystem och dynamisk farthållare.

### Fjärde generationen (XF40; 2006–2017)
2006 lanserades den fjärde generationen LS 460. Bilen byggdes på en nyutvecklad plattform vilket gjorde att den skilde sig radikalt från tidigare generationer. Bland de tekniska förändringarna fanns bland annat en 8-växlad automatisk växellåda och en 5,0 liters V8 bensinhybridversion (LS 600h). Modellen kom i två utföranden: Standard och LWB (Long wheel base) .

### Femte generationen (XF50; 2017–)
På bilmässan i Detroit i januari 2017 visades den femte generationen av Lexus upp (LS 500) för första gången. Några månader senare visades även hybridversionen LS 500h upp på bilmässan i Genève.  Nytt för modellerna är att de bygger på Lexus nya plattform GA-L, som redan används till coupémodellen LC 500. Den nya plattformen gör det möjligt att sänka tyngdpunkten och placera den inklusive motorn och passageraren mer centralt. Vilket påverkar bilens stabilitet och köregenskaper. 
LS 500 har en 3,5 liter stor V6-motor med dubbelturbo vilket ger 421 hk och är ihopkopplad med en tiostegad automatlåda. Modellen finns med både bakhjulsdrift och fyrhjulsdrift. Den nya versionen kan accelerera från 0 till 97 km/h på 4,5 sekunder. Modellen kommer att finnas på den svenska marknaden i slutet av 2017.

## Bildgalleri
|                                               |
| Lexus LF-FC konceptbil/ Tokyo Motor Show 2015 |

|                   |
| Lexus LS6000 2007 |